# Niké Arrighi
Niké Arrighi (Niza, 9 de marzo de 1944 -12 de febrero de 2025) fue una actriz y artista visual francesa, reconocida por su participación en películas de terror en Europa en las décadas de 1960 y 1970.

## Carrera
Inició su carrera como modelo en París, y poco tiempo después se trasladó a Londres para estudiar actuación en la Real Academia de Arte Dramático. En la década de 1960 apareció en filmes como The Gentle Libertine y Don't Raise the Bridge, Lower the River antes de interpretar uno de los papeles principales en la película de Terence Fisher The Devil Rides Out, junto con Christopher Lee y Charles Gray.
En la década de 1970 figuró en producciones como Countess Dracula, Sunday, Bloody Sunday, Anna Kauffman y Stavisky antes de retirarse de la actuación y dedicarse a las artes visuales.

## Vida personal
En 1977 se casó con el príncipe Paolo Borghese, de la Familia Borghese. Vivieron en Hong Kong, donde su esposo se desempeñó como ingeniero, antes de mudarse en 1984 a Italia. Su esposo falleció en 1999. Tuvieron una hija llamada Flavia.
Su hermana es la diseñadora de producción Luciana Arrighi.

## Filmografía
| Año  | Título                                  | Papel                | Notas      |
| ---- | --------------------------------------- | -------------------- | ---------- |
| 1967 | Many Happy Returns                      | Gitana               | 1 episodio |
| 1967 | The Gentle Libertine                    | Aimee / Mitsou       |            |
| 1968 | Don't Raise the Bridge, Lower the River | Mesera               |            |
| 1968 | The Devil Rides Out                     | Tanith Carlisle      |            |
| 1969 | Women in Love                           | Condesa              |            |
| 1971 | Countess Dracula                        | Gitana               |            |
| 1971 | Bubù                                    |                      |            |
| 1971 | Sunday, Bloody Sunday                   | Invitada a la fiesta |            |
| 1971 | A Season in Hell                        |                      |            |
| 1972 | Trois milliards sans ascenseur          | Minouche             |            |
| 1973 | Day for Night                           | Odile                |            |
| 1973 | Anna Kauffman                           | Monique Maroyeur     |            |
| 1974 | The Perfume of the Lady in Black        | Orchidea             |            |
| 1974 | Stavisky                                | Edith Boréal         |            |